# PFK Neftochimik Boergas
PFK Neftochimik Boergas (Bulgaars: ПФК Нефтохимик (Бургас)) is een Bulgaarse betaaldvoetbalclub uit de stad Boergas, opgericht in 2015.
De club is opgericht als fusie tussen Neftochimic Burgas 1986 en PFC Burgas. In 2016 promoveerde de club naar de hoogste klasse maar degradeerde in 2017 direct weer. In 2018 volgde een tweede degradatie op rij. Na één seizoen keerde de club terug. 

## Bekende (oud-)spelers
- Mateja Bajunović